# Boson II de Challant
Pour les articles homonymes, voir Boson (homonymie) et Boson II.
Boson II de Challant, (également italianisé en Bosone II di Challant) mort après 1181, est une seigneur valdotain, issu de la Maison de Challant, 3e vicomte d'Aoste, dans la seconde moitié du XIIe siècle.

## Biographie
Boson II est le fils d'Aymon Ier et le petit-fils de  Boson Ier comme son père et son grand-père avant lui il est vicomte d'Aoste pour le compte du comte de Maurienne puis  de Savoie. C'est-à-dire qu'il administre pour son suzerain le comté d'Aoste dont ce dernier porte le titre. Il semble qu'il ait exercé cette charge pendant près d'une quarantaine d'années de 1147 à après 1181 sous les comtes  Amédée III de Savoie, Humbert III de Savoie et peut-être Thomas Ier de Savoie. À la différence de son père et de son grand-père Boson II n'assume plus personnellement la charge de la chancellerie d'Aoste qui est confiée à un certain Stephanus qui la tient de 1149 à 1190 et qui devait être un ecclésiastique.
Boson II est mentionné comme témoin en 1147 de la renonciation du comte Amédée III de Savoie de son Droit aux dépouilles des évêques défunts. En 1150, le nouveau comte Humbert III de Savoie confie à Boson II la protection de la Collégiale de Saint-Ours d'Aoste à laquelle il dispense ensuite ses largesses en 1164, 1168, 1172 et 1174. En 1165, Boson II fonde l'Hôpital de Saint-Théodule de Châtillon. En 1177, il cède des biens dans le Valpelline destinés à la maison des pauvres de Mont-Joux. En 1181, il est enfin le témoin de l'investiture de Valpert, prévôt de Saint Gilles et futur évêque d'Aoste dans l'église de Chambave et de Saint-Martin d'Arnaz.[réf. nécessaire]

## Postérité
Boson II a deux fils d'une épouse anonyme :
- Aymon (II), curé de Saint-Laurent de Chambave en 1181 déjà cité dans l'acte de donation paternelle en faveur de Saint-Ours en 1174
- Boson, seigneur de Challant, lui succède dans sa charge de vicomte d'Aoste.